# Домінік Тарчинський
Домінік Тарчинський (пол. Dominik Tarczyński; нар. 27 березня 1979, Люблін) — польський політик і публіцист, депутат сейму 8-го та 9-го скликання, депутат Європейського парламенту 9-го скликання.

## Життєпис
Вивчав право в Люблінському католицькому університеті.
На виборах до Європарламенту у 2019 році його обрали депутатом 9-го скликання.
На парламентських виборах того ж року обраний до сейму, отримавши 8186 голосів. 1 лютого 2020 року після вступу в дію Брекзиту він отримав мандат депутата Європарламенту 9-го скликання, отриманого в 2019 році.